# Hugo Vásquez
Hugo Alberto Vásquez Barvo (Maracaibo, 5 de marzo de 1976) es un actor venezolano, conocido por su papel como el carismático policía «Jordi Rosales» en la telenovela venezolana Mi gorda bella.

## Biografía
Vásquez es hijo de padres colombianos. En Maracaibo, estudió en el Colegio Udón Pérez y posteriormente en La Universidad del Zulia. 
Después participó en el Mr. Galán del Zulia, cuando ganó fue a Caracas para concursar en el Míster Venezuela. Hizo un curso de "Introducción a la actuación", le gustó y luego realizó estudios de actuación en la Escuela de Cine y Televisión de RCTV.
También ha sido animador de televisión en varios eventos en el interior del país, sobre todo ferias, concursos de belleza, y presentación de espectáculos.

## Trayectoria

### Teatro
- Yo no soy terrorista
- Chateando.com

### Telenovelas y series
- Los caballeros las prefieren brutas (2011) .... Camilo
- Nadie me dirá cómo quererte (2008 - 2009) .... Gabriel Olmedo
- Y los declaro marido y mujer (2006) .... Gustavo Sampedro
- Chao Cristina (2006) .... Miguel Paiva
- El desprecio (2006)
- Ser bonita no basta (2005) .... Orlando Álvarez
- La Invasora (2003) .... José Miguel Briceño
- Mi gorda bella (2002 - 2003) .... Jordi Rosales Vizoso / Marianela “Nela” Lozada
- Juana, la virgen (2002) ... Modelo
- Guerra de mujeres (2001)

### Cine
- Pulso (2018) .... Abogado de Catherine